# Уаху (Небраска)
Уаху (англ. Wahoo, от языка дакота wǧhu) — город, столица округа Сондерс, штат Небраска. Население по переписи 2020 года составляет 4818 человек.

## История. Этимология
Уаху был основан в 1870 году. Название города происходит от кустарника растения восточное уаху (Euonymus atropurpureus), кустарника рода Бересклет произрастающего на берегах ручья Уаху. Первоначально город заселяли преимущественно чешские, немецкие и скандинавские поселенцы.
Омонимом наименования города на английском языке является название американской подводной лодки времён Второй мировой войны «Wahoo», но подлодка была названа по виду лучепёрых рыб ваху. Тем не менее мемориал подлодке в виде копии торпеды Mark 14 установлен около здания суда Уаху.

## Демография
| Год переписи                                        | Нас. |  | %±    |
| --------------------------------------------------- | ---- |  | ----- |
| 1880                                                | 1064 |  | —     |
| 1890                                                | 2006 |  | 88,5% |
| 1900                                                | 2100 |  | 4,7%  |
| 1910                                                | 2168 |  | 3,2%  |
| 1920                                                | 2338 |  | 7,8%  |
| 1930                                                | 2689 |  | 15%   |
| 1940                                                | 2648 |  | −1,5% |
| 1950                                                | 3128 |  | 18,1% |
| 1960                                                | 3610 |  | 15,4% |
| 1970                                                | 3835 |  | 6,2%  |
| 1980                                                | 3555 |  | −7,3% |
| 1990                                                | 3681 |  | 3,5%  |
| 2000                                                | 3942 |  | 7,1%  |
| 2010                                                | 4508 |  | 14,4% |
| 2020                                                | 4818 |  | 6,9%  |
| 1880–2020 Бюро переписи населения США 2012 Estimate |      |  |       |

### 2000 год
По переписи 2000 года в городе проживало 3942 человека, в составе 1583 домохозяйств и 992 семей. Плотность населения составляла 710,9 человек на км². Было 1669 единиц жилья со средней плотностью 301 на км². Расовый состав города составлял 98,4 % белых; 0,15 % афроамериканцев; 0,30 % коренных американцев; 0,36 % азиатов; 0,30 % представителей других рас и 0,48 % представителей двух или более рас. Латиноамериканцы составили 0,84 % населения.
В Уаху было 1583 домохозяйства. 31,8 % семей имели детей в возрасте до 18 лет, проживающих с ними; 51,6 % составляли супружеские пары, живущие вместе; 8,6 % проживала женщина без мужа и 37,3 % не имели семей. 33,2 % домохозяйств состояли из одного человека; 19,3 % — из одного человека в возрасте 65 лет и старше. Средний размер домохозяйства составил 2,39 человек, а средний размер семьи — 3,08 человек.
26,3 % были моложе 18 лет; 6,5 % от 18 до 24 лет; 26,4 % от 25 до 44 лет; 19,5 % от 45 до 64 лет и 21,4 % от 65 лет и старше. Средний возраст составил 39 лет. На каждые 100 женщин приходилось 90,1 мужчин. На каждые 100 женщин в возрасте 18 лет и старше приходилось 84,5 мужчин.
Средний доход домохозяйства составлял 35 104 доллара, а средний доход семьи — 46 094 доллара. Средний доход мужчин составлял 31 729 долларов против 22 138 долларов у женщин. Доход на душу населения в городе составил 16 765 долларов. Около 7,5 % семей и 8,3 % населения находились за чертой бедности, в том числе 7,5 % лиц в возрасте до 18 лет и 9,3 % лиц в возрасте 65 лет и старше.

### 2010 год
По переписи 2010 года в городе проживало 4508 человек, в составе 1801 домашнего хозяйства и 1131 семьи. Плотность населения составила 656,8 человека на км². Было 1962 единицы жилья со средней плотностью 285,9 человек на км².
Из 1801 домохозяйства 31,8 % имели детей в возрасте до 18 лет, проживающих с ними; 50,8 % составляли супружеские пары, живущие вместе; 8,7 % домохозяйки-одиночки; 3,3 % мужчины-одиночки и 37,2 % не имели семей=. 33,3 % домохозяйств состояли из одного человека, а 16,2 % — из одного человека в возрасте 65 лет и старше. Средний размер домохозяйства составлял 2,4 человека, а средний размер семьи — 3,08 человека.
Средний возраст жителя составил 38,7 лет. 26,5 % жителей были моложе 18 лет; 6,7 % были в возрасте от 18 до 24 лет; 24,4 % были от 25 до 44 лет; 25,3 % были от 45 до 64 лет; и 17,2 % были в возрасте 65 лет и старше. Гендерный состав города составлял 49,5 % мужчин и 50,5 % женщин.
Расовый состав
- Белые — 94,5 %
- Афроамериканцы — 0,8 %
- Коренные американцы — 0,3 %
- Азиаты — 1 %
- Латиноамериканцы — 3,5 %
- Две и более расы — 1,9 %
- Прочие расы — 1,4 %

## Известные уроженцы
- Кларенс Андерсон[англ.] — писатель и иллюстратор детских книг, особенно известный по серии книг Билли и Блейз[англ.]
- Джордж Бидл — генетик, лауреат Нобелевской премии по медицине 1958 года
- Говард Хэнсон[англ.] — композитор, дирижёр, лауреат Пулитцеровской премии
- Дэррил Ф. Занук — продюсер, сценарист, режиссёр и актёр. Обладатель нескольких премий «Оскар» за лучший фильм. Один из основателей корпорации «20th Century Fox»